# Kaplakriki
A Kaplakriki é uma arena multi-desportiva localizada na cidade de Hafnarfjörður na Islândia, vocacionada para acolher atividades e competições desportivas e espetáculos artísticos e culturais. 
Tem capacidade para 6 738 pessoas, e recebe os jogos do clube FH (FH Hafnarfjordur).
Foi construída em 1973, e restaurada em 1990.